# Oberea sinense
Oberea sinense är en skalbaggsart som beskrevs av Maurice Pic 1902. Oberea sinense ingår i släktet Oberea och familjen långhorningar. Inga underarter finns listade i Catalogue of Life.